# Yahoo! Japan
Yahoo! JAPAN Corporation (ヤフージャパン株式会社, Yafū Japan Kabushiki-gaisha)  é uma empresa de internet japonesa, formada como uma joint venture entre a empresa de internet estadunidense Yahoo!, e a empresa de internet japonesa SoftBank. Sua sede está localizada em Akasaka, Minato, Tóquio.